# Маркиз де Сад (фильм, 1996)
«Маркиз де Сад» (фр. Marquis de Sade; другое название «Dark Prince: Intimate Tales of Marquis de Sade») — российско-американский фильм 1996 года по мотивам эпизода из жизни французского писателя маркиза де Сада.

## Сюжет
Париж, XVIII век. Молодая девушка Жюстина, разыскивая пропавшую сестру, попадает к маркизу де Саду. Маркиз вскоре попадает в Бастилию, и девушка помогает ему освободиться, потому что иначе она рискует никогда не узнать о судьбе сестры. Маркиз приглашает её в свою усадьбу, где обещает ей рассказать о пропавшей сестре в обмен на помощь в написании книги о наслаждении и боли.

## В ролях
| Актёр               | Роль              |
| ------------------- | ----------------- |
| Ник Манкузо         | маркиз де Сад     |
| Джанет Ганн         | Жюстина           |
| Джон Рис-Дэвис      | инспектор Маре    |
| Шарлотта Нилсен     | Жюльетта          |
| Ирина Малышева      | мадам де Монтрёй  |
| Александр Белявский | судья де Бори     |
| Игорь Ясулович      | отец Поль         |
| Ирина Низина        | Рене де Сад       |
| Татьяна Митрушина   | мадам де Флорвиль |
| Александр Резалин   | Латур             |
| Настасия Виленская  | Колетт            |
| Татьяна Новик       | Роза              |
| Александр Яцко      | охранник          |
| Юрий Оленников      | охранник          |
| Михаил Мамаев       | повстанец         |
| Николай Кочегаров   | обвиняемый        |

## Критика
Критики отметили, что
Ник Манкузо так ужасно переигрывает и так вольно трактует образ маркиза, что нет даже смысла сравнивать с реальным историческим персонажем.Оригинальный текст (англ.)Nick Mancuso atrociously overacts as the infamous marquis, whose life and writings have been so loosely treated over the years that there's no point even comparing them to the real person.
Профессор Зак из Орегонского университета поставил фильм в один ряд с первой экранизацией романа 1969 года «Жюстина, или Несчастья добродетели» и фильмом 2000 года «Перо маркиза де Сада», но при этом отметил, что фильм не стал блокбастером.